# Trebesinj
Trebesinj (en serbe cyrillique : Требесињ) est un village du sud-ouest du Monténégro, dans la municipalité de Herceg Novi.

## Démographie

### Évolution historique de la population
| 1948 | 1953 | 1961 | 1971 | 1981 | 1991 | 2003 |
| ---- | ---- | ---- | ---- | ---- | ---- | ---- |
| 112  | 123  | 105  | 85   | 91   | 91   | 224  |